# Something on My Mind
Something on My Mind   è un singolo del DJ tedesco Purple Disco Machine, del DJ inglese Duke Dumont e del gruppo musicale inglese Nothing but Thieves, pubblicato l'8 settembre 2023 come estratto dall'album Paradise.

## Video musicale
Il video, diretto da Denisha Anderson, è stato reso in concomitanza del lancio del singolo sul canale YouTube di Purple Disco Machine.

## Classifiche
| Classifica (2023) | Posizione massima |
| ----------------- | ----------------- |
| Belgio (Fiandre)  | 4                 |
| Bielorussia       | 93                |
| Croazia           | 31                |